# Gare de Rome-Tuscolana
La gare de Rome-Tuscolana (en italien : Stazione di Roma Tuscolana) est une gare de Rome située dans le quartier de Tuscolano à l'est de la ville.